# Konjsko (żupania splicko-dalmatyńska)
Konjsko – wieś w Chorwacji, w żupanii splicko-dalmatyńskiej, w gminie Klis. W 2011 roku liczyła 283 mieszkańców.